# Basileios II Boulgaroktonos
Basileios II Boulgaroktonos (Bulgarendoder) (Grieks: Βασίλειος Β΄ Βουλγαροκτόνος, Basileios II Boulgaroktonos) (Constantinopel, 958 – 15 december 1025) was van 976 tot aan zijn dood keizer van het Byzantijnse Rijk.
Basileios was een zoon van Romanos II van Byzantium en Theophano, en volgde Johannes Tzimiskes op. Hij bracht zijn rijk tot hoge bloei, dankzij zijn persoonlijke kwaliteiten, een gezond sociaal en financieel beleid en een rusteloze militaire activiteit. Hij schonk het Rijk opnieuw veilige grenzen.

## Relatie met het Kievse Rijk
Toen Basileios II hulp vroeg van de grootvorst Vladimir van Kiev om een opstand door Bardas Fokas te onderdrukken, vroeg Vladimir om de hand van diens zuster Anna. Anna wilde echter niet met een heiden trouwen en zo lag dit huwelijk aan de basis van de kerstening van het Russische volk en het ontstaan van de Russisch-Orthodoxe Kerk.

## Situatie in het Oosten
Tijdens de 10de eeuw veranderden de machtsposities in het Kalifaat van de Abbasiden. In 945 veroveren de Buyiden de hoofdstad Bagdad en in 969 veroveren de Fatimiden Egypte en in een snel tempo heel Palestina en Syrië. Zijn hele regeringsperiode zou Basileios oorlog voeren met de Fatimiden, voornamelijk rond de streek van Aleppo, met als dieptepunt de vernietiging van de Heilig Grafkerk in 1009 onder Al-Hakim bi-Amr Allah.

## Verovering van Bulgarije

Byzantium bij de dood van Basileios II in 1025

De beslommeringen binnen en buiten het Byzantijnse Rijk gaven Samuel van Bulgarije en zijn broers de kans om verloren territorium te heroveren. Het opnieuw gevangen zetten van tsaar Roman (991) hield hen niet tegen. Na de dood van Roman (997) keerde het tij en focuste Basileios zich op de nieuwe heerser Samuel. Wat volgde was een Byzantijns-Bulgaarse oorlog (997-1014) met als apotheose de Slag bij Kleidion. Er zouden 15.000 soldaten gevangen zijn genomen die vervolgens werden ingedeeld in groepen van 100 man, waarna hen de ogen werd uitgestoken. Slechts één man mocht één oog behouden om hen terug naar hun land te leiden. Bij het zien van deze slachting zou Samuel ter plaatse doodgevallen zijn. Zijn opvolgers leverden nog vier jaar tegenstand, maar in 1018 hield het Eerste Bulgaarse Rijk op te bestaan. Terzelfder tijd lijfde Basileios Servië in en werd het thema Sirmium opgericht.

## Opvolging
Hij overleed kinderloos in 1025 en werd opgevolgd door zijn jongere broer Constantijn VIII van Byzantium.